# Climate central
Climate Central è un'organizzazione senza scopo di lucro americana che compie ricerche e pubblica informazioni riguardanti il settore della climatologia. L’organizzazione, composta da importanti scienziati e giornalisti, conduce ricerche scientifiche sul cambiamento climatico e sulle questioni energetiche e produce contenuti multimediali, che vengono poi condivisi attraverso il loro sito web e i loro partner mediatici. La Climate Central è anche stata citata da molte importanti fonti di notizie americane, tra cui il New York Times, l'Associated Press, la Reuters, il NBC Nightly News, la CBS News, la CNN, l'ABC News, il Nightline, il Time, la National Public Radio, la PBS, il Scientific American, il National Geographic, il Science, e il Washington Post. 
Il presidente, AD e scienziato capo della Climate Central è Benjamin Strauss, eletto nell'aprile 2018 in sostituzione a Paul Hanle.
Nel 2018 la Climate Central ha vinto il premio "NCSE Friend of the Planet Award" (Premio Amico del Pianeta).

## Storia
Nell'ottobre 2005, in occasione di una conferenza patrocinata dalla Yale School of Forestry and Environmental Studies (Scuola di silvicoltura e studi ambientali di Yale) e tenutasi ad Aspen, Colorado, più di un centinaio di scienziati, politici, giornalisti e leader del mondo degli affari, della religione e della società civile hanno sottolineato l’urgente bisogno di una fonte centrale e autorevole di informazioni riguardanti il cambiamento climatico. Un ampio gruppo di esperti del clima ha successivamente confermato questa necessità nel corso di una riunione convocata da James Gustave Speth, decano della Yale School of Forestry and Environmental Studies, e tenutasi a New York nel novembre 2006. Più o meno nello stesso periodo, a Palo Alto, in California, è nato il progetto The 11th Hour con la missione di diffondere informazioni affidabili circa le soluzioni contro il riscaldamento globale, utilizzando le conoscenze degli scienziati, degli imprenditori, e degli inventori della Silicon Valley.
Questi incontri sono serviti come spunto per la nascita della Climate Central, un’idea che ha potuto concretizzarsi solo all'inizio del 2008 grazie al capitale di avviamento della Flora Family Foundation e ai fondi per lo sviluppo del The 11th Hour Project. Tra i membri fondatori vi si annoverano Jane Lubchenco, Steven Pacala e Wendy Schmidt.
La Climate Central sponsorizza anche corsi per meteorologi e fornisce la grafica climatica ai diversi canali televisivi, contribuendo così all’aumento dell'accettazione del cambiamento climatico da parte dei meteorologi locali. Quest'ultimi, infatti, sono sempre più propensi a condividere i dati dell'organizzazione nelle diverse trasmissioni.